# ديغ دوغ 2
ديغ دوغ 2 (بالإنجليزية: Dig Dug II)‏ (باليابانية: ディグダグⅡ) ، هي لعبة إلكترونية من نوع أكشن، أنتجت شركة نامكو اليابانية سنة 1985م، وصدرت إلى الولايات المتحدة سنة 1989م.

## وصلات خارجية
- ديغ دوغ 2 على موقع القائمة القاتلة لألعاب الفيديو
- ديغ دوغ 2 at the Arcade History database
- Dig Dug II على موبي غيمز
- ديغ دوغ 2 guide في موقع ستراتيجي ويكي
- Dig Dug Island official site (archive)